# Kelet-aleppói offenzíva
Ez a szócikk az arab neveket a Magyar Helyesírás Szabályai 221. pontja által a tudományos ismeretterjesztés számára megengedett nemzetközi átírást használja. Amennyiben létezik közismert magyar név, akkor a szócikkben az szerepel.
A 2017-es kelet-aleppói offenzíva, más néven a Dayr Hafir offenzíva (2017), a Szír Fegyveres Erők által indított hadművelet volt, melynek fő céljául azt tűzték ki, hogy a törökök támogatta felkelők ne tudjanak mélyen behatolni Szíriába, valamint végérvényesen el akarták foglalni az Iszlám Állam egyik erődítményét, Dayr Hafir városát. A támadás egy másik célja Damaszkusz vízellátásának a biztosítása volt azzal, hogy elfoglalják a Khafsa Víztározót, valamint hogy elfoglalják a Jirah Katonai Légibázist. Ugyanakkor a Török Szabad Szíriai Hadsereg, egy török támogatású felkelői csoport keletre vonult és megtámadta Manbij mellett, attól nyugatra a Szabad Szíriai Hadsereg állásait.

## Az offenzíva

### A Szíriai Hadsereg bejut al-Babba
Január 17–én a Szíriai Arab Hadsereg (SzAH) a Tigris Erők vezetésével támadást indított és al-Babtól délre elfoglalt egy falut. A következő három napban a SzAH négy újabb települést vett be a várostól délre, majd január 21. és 24. között további tizenhármat szerzett meg al-Babtól délnyugatra. Január 29-ig már húsz falu került a hadsereg ellenőrzése alá.
Február 1-jén a török támogatást élvező felkelők két falut foglaltak el al-Babtól délnyugatra, ezzel újabb helyen vágták el az Aleppóból al-Babba vezető útvonalat, és így a várostól mindössze 7 km-re meg tudták állítani az előretörő szíriai seregeket. Eközben a szír kormány pártján álló erők a Kuvejreszi repülőtér közelében is bevettek egy falut.
Február 5-én a szír kormányerők már két kilométerre voltak attól, hogy elvágják az al-Babba vezető szárazföldi útvonalat. Másnap elfoglalták a Tal Uwayshiya dombot, mely hozzáférést biztosított az al-Babot összekötő legfontosabb útvonalhoz, melyet aztán innen támadni is tudtak. A szír hadsereg február 7-én tovább nyomult előre, a kormányerők al-Babtól délre három falut és egy magaslatot foglaltak el. később a Kuvejreszi légikikötő közelében is megszereztek egy dombot és több kisebb helyszínt, így kiterjesztették ellenőrzésüket Sabkhat al-Jabbulra, és teljesen biztosították a mellette elhaladó útvonalat. A nap későbbi részén olyan hírek érkeztek, melyek szerint a Szír Hadsereg hirtelen előretörése következtében az ISIL 5000 milicistáját kerítették be al-Babban és szűkebb környezetében.
Február 7-én éjszaka a Szabad Szíriai Hadsereg és a felkelők ismét megtámadták al-Babot, több stratégiai fontosságú magaslatot elfoglaltak, és behatoltak a városba. Február 9-én a Szír Hadsereget már alig kevesebb mint 3 kilométer választotta el al-Babtól. Aznap a felkelők először csaptak össze a Szíriai Hadsereggel al-Bab közelében, a várostól délnyugatra fekvő egyik faluban.

### A Szíriai Hadsereg előretörése al-Babtól keletre
Miután a Szíriai Hadsereg február 10-én 1,5 km-en belülre került al-Bab városához képest, másnap olyan jelentések érkeztek, melyek szerint a felkelők elfoglaltak egy stratégiai körforgalmat, és így lényegében elvágták a Szíriai Hadsereg útját al-Bab felé. Hogy megelőzzék a felkelők további déli közbelépését, a Hadsereg a Kuvejreszi Repülőtértől keletre, az ISIL területén kezdett harcokba, hogy így vágja el a felkelők útvonalait.
Február 12–16 között a Szíriai Hadsereg kilenc falut foglalt el a repülőtértől északnyugatra, így 4 km-t haladt előre, és 5 km-re megközelítette az ISIL kezén lévő Dayr Hafir városát.
Február 21. és 25. között a Hadsereg egy tucat további falut foglalt el, és tüzérségi állásokat épített ki, melyek Dayr Hafirra néztek. A Hadsereg úgy próbálta meg elfoglalni Dayr Hafirt, hogy bekeríti, és réveszi az ISIL katonáit, hogy hagyják el a várost. Azért nem indítottak konkrét támadást, mert azzal számoltak, az ISIL jelentősen megerősítette a védelmet.
Február 25-én az ISIL nagy számban vonta ki csapatait Aleppó környéki területeiről, és miután al-Babot megszerezték, a jelentések szerint az Iszlám állam nagy sebességgel kezdte kivonni csapatait Tadef városából is. Az nem világos, hogy így a város a Hadsereg vagy a felkelők kezére jutott-e. Másnap a Szíriai Hadsereg lépett a város területére, és teljesen elfoglalta azt. Ezután a harcok Tadef környékén fokozódtak, ahol a hadsereg és a törökök támogatta felkelők néztek egymással farkasszemet. A felkelők szerint legalább 22 szíriai katonát öltek meg a harcokban, miközben az ő oldalukról legalább hatan haltak meg. A Hadsereg ennek ellenére folytatta a támadását, és újabb két falut foglalt el.
Február 27-én korán a kormányerők egy újabb falut szereztek meg az ISIL-től, így már csak 5 vagy 6 kilométer választotta el őket attól, hogy csatlakozzanak a Szíriai Demokratikus Erők Manbij Katonai Tanácsának csapataihoz, és ezzel megnyíljon a lehetőség azelőtt, hogy bekerítsenek 13 ISIL által ellenőrzött falut. Délelőtt a hadsereg újabb falvakat vett be, így már elérték az SDF vonalait. A törökök támogatta felkelők szintén elfoglaltak öt falut. Ezt megelőzően az ISIL kivonult ezekről a területekről. Ezután az SDF támadást indított az ISIL ellen Manbij városától délre és délnyugatra, és kilenc falut elfoglaltak. A jelentések szerint az SDF azt tervezte, hogy Al-Khafsa városát elfoglalja az ISIL-től, valamint olyan információk is érkeztek, hogy az SAA és az SDF összehangolhatják akcióikat a térségben. A Sputnik Nrews aznap arról számolt be, hogy Oroszország közvetített egy újabb tűzszünet létrejöttében, melyben a Szíriai Hadsereg és a törökök támogatta felkelők vettek részt.

### A felkelők támadása az SDF ellen; az SAA eléri az Assad-tavat

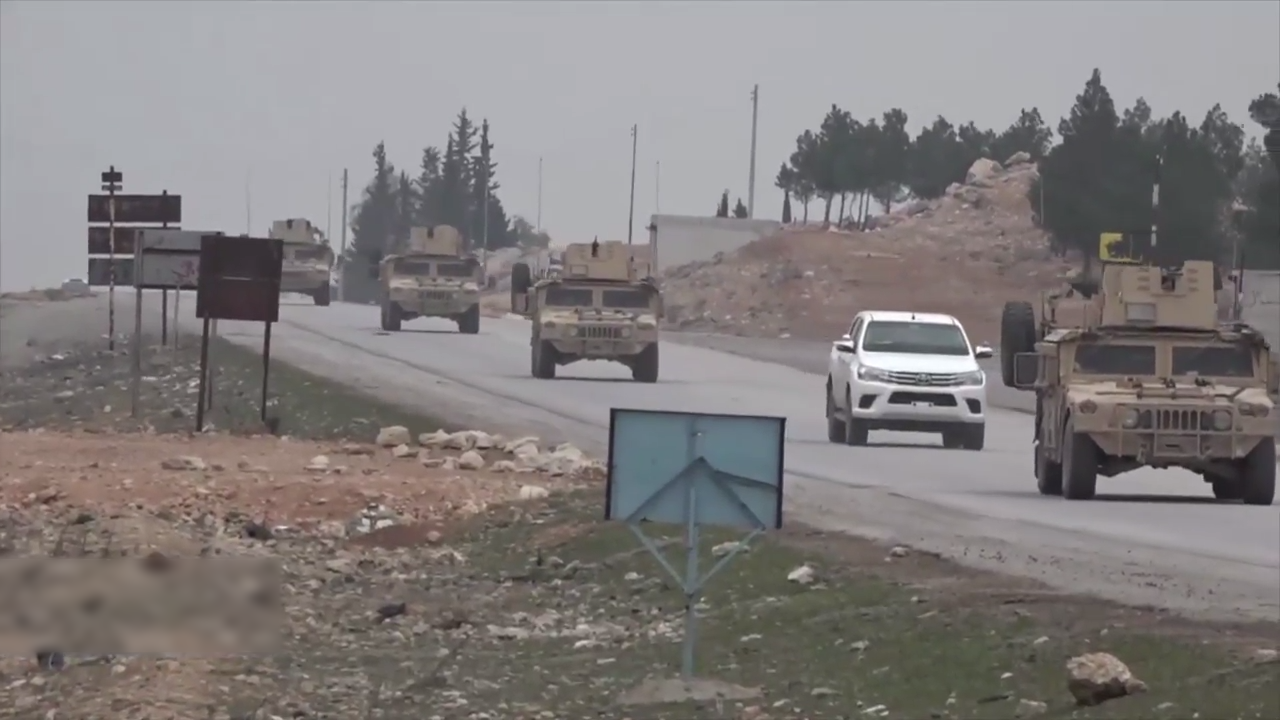
Amerikai Humveek hajtanak keresztül az SDF ellenőrizte falvakon Manbijon, hogy megelőzze az összetűzést az SDF és a törökök támogatta felkelők között.

Február 28-án mind az SDF, mind a Szíriai Hadsereg teret nyert az ISIL-lel szemben, a két oldal összesen öt falut vett el az Iszlám Államtól. Eközben a törökök támogatta felkelők Arima közelében támadták meg az SDF-et, akiktől két falut szereztek meg. Eközben az amerikai hadseregnél szolgáló Stephen J. Townsend altábornagy szerint az Orosz Légierő tévedésből a Szíriai Demokratikus erők seregeit lőtte, mert összekeverte őket az ISIL-lel. A bombázásnak voltak sebesültjei, de a támadást gyorsan beszüntették, miután az amerikaiak értesítették a tévedésről az oroszokat. Március 1-én az SDF újabb öt falut foglalt el az ISIL-től. Eközben egy falut a Szíriai Hadsereg szerzett meg. Mindeközben a törökök támogatta felkelők előrébb törtek az SDF kezén lévő Manbij felé, miközben három falut elfoglaltak tőlük. A harcban 6 vagy 12 felkelő vesztette életét, miközben az SDF 4 harcosát vesztette el.
Március 2-án a Manbij Katonai Tanács bejelentette, hogy egy Oroszországgal kötött megállapodás alapján a frontvonallal határos, Manbijtól nyugatra fekvő településeket ad át a szíriai kormánynak. Az YPG egyik szóvivője eközben azt nyilatkozta, hogy mivel senki nem kérte, ezért semmilyen erősítést nem küldtek a térségbe. Az SDF is ellentámadást indított, melyben visszafoglaltak több olyan falut, melyet előző nap a felkelők szereztek meg. Eközben a Szíriai hadsereg tovább haladt, és másnapra újabb 13 falut foglalt vissza az ISIL-től. Az orosz hadseregtől március 3-án Sergey Rudskoy megerősítette, hogy az SDFG megállapodott arról, hogy Manbijtól nyugatra több falut is átad a szíriai kormánynak. Később azt állította, a Szíriai Hadsereg egységeket telepített ezekbe a falvakba. A megállapodást az USA Védelmi Minisztériuma is megerősítette. Március 4-én az összecsapásokra válaszul az USA speciális bevetési erőit is a helyszínre küldték. Az odaküldésük hivatalos indoka az volt, hogy elrettentsék az embereket a kegyetlenkedéstől, megerősítsék a kormányzat erejét, és biztosak lehessenek abban, hogy az YPG-nek nincsenek a környéken jelentős erői. Mindeközben a Szíriai Hadsereg aznap 5, másnap további 8 falut foglalt el az ISIl-től.

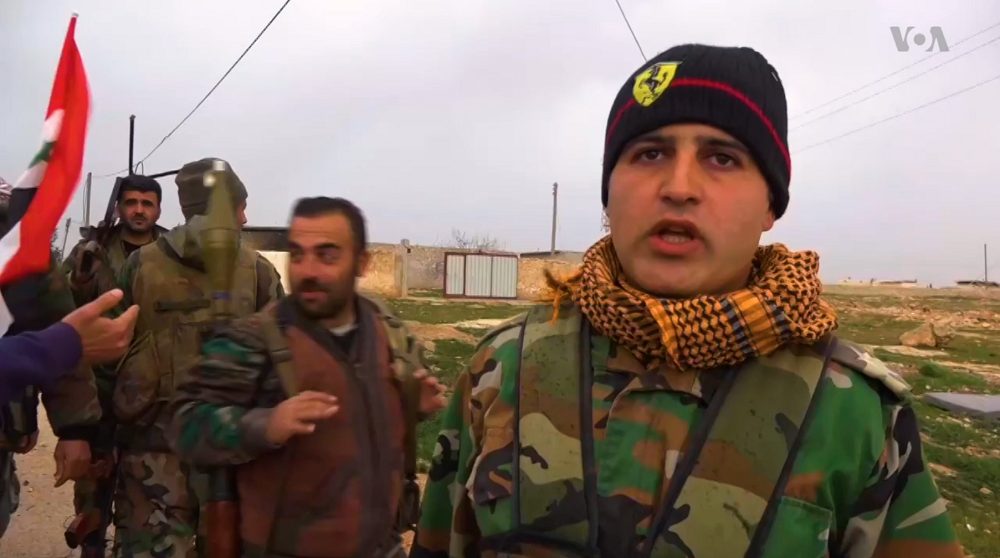
A Szíriai Hadsereg egy katonája egy Manbijtül nyugatra fekvő faluban, békefenntartás közben.

Március 6-án a Szíriai Hadsereg hat falut foglalt el az ISIL-től. A Manbij Katonai Tanács eközben arról számolt be, hogy a Szíriai Hadsereg megszerezte a törökök támogatta felkelőkkel közös frontvonaluk több pontját. A felkelők médiája eközben azt állította, hogy a felkelők Manbijtól nyugatra elfoglaltak egy falut, miközben a kurd média szerint ez nem igaz, a szóban forgó támadást visszaverték. Március 6-án azt is nyilvánosságra hozták, hogy az SDF 20, a frontvonal körüli faluba és városba beengedte a Szíriai Hadsereg csapatait, majd ezt követően ők elhagyták az adott településeket. Március 7-én a Szíriai Hadsereg 23 falut foglalt el Deir Hafer környékén, valamint megszerezte a stratégiai Salmah-hegyet, Khafsah városát és a vízbázisát, mely biztosítja Aleppo vízellátását, valamint 2012. óta először elérték az Assad-tó nyugati partjait. Másnap a Szíriai Hadsereg újabb 21 falut foglalt el. Március 9-én elkezdte támadni a stratégiai fontosságú Jirah Katonai Légibázist. Március 10-én délutánra azonban az ISIL visszaverte a támadást, mikor kihasználták a hadsereg irányában kitört homokvihar biztosította helyzeti előnyöket. Az Aleppótól keletre folyó harcokban a hadsereg január 17. és március 10. között 150 falut foglalt vissza.

### A Szíriai Hadsereg elfoglalja Dajr Háfirt
A Tigris Erők a rossz időjárási viszonyok miatt felhagytak a Jirah Légibázis bevételével, és úgy döntöttek, inkább a Kuvejreszi Katonai Repülőtértől keletre fekvő falvakra koncentrálnak. Március 13-án a Szíriai Hadsereg elfoglalta Humaymah Al-Kabira falut, és lerohanta Humaymah Al-Saghira északi részét, melyet két óra harc után tudott elfoglalni. Így már kevesebb mint 2 kilométer választotta el Dajr Háfir városától. Március 14-én az ISIL ellentámadást indított, melyben megpróbált visszafoglalni két falut a Szíriai Hadseregtől, de a próbálkozást visszaverték. Március 15–16-án a Hadsereg 8-9 falut foglalt el Dajr Háfir közelében. Március 17-én újabb négy faluval és a és egy dombbal bővítették megszerzett területeiket. Másnap ismét négy faluval és egy dombbal tolták ki birtokolt területeiket. Március 19-én a várostól délebbre egy falut és egy mellette fekvő farmot sikerült megszerezniük. Másnap a Szíriai Hadsereg újabb két falut foglalt el egy közeli vasútállomással együtt, így egyre közelebb került ahhoz, hogy el tudja vágni az összeköttetést Dajr Háfir és Maskanah között.
Március 21-én újabb három falut foglaltak el a szíriaiak Dajr Háfirtól délre. Másnap a Hadsereg bevette Umm Adasah városát Dajr Háfir közelében, és ezzel elvágta az ISIL legfontosabb utánpótlási útvonalául szolgáló Aleppó-Rakka autópályát. Később még négy falut foglalt el a Szíriai Hadsereg, így majdnem körbe keraítették a Dajr Háfirban lévő ISIL-seregeket. Így már csak egy út volt nyitva a menekülésre, a városból észak-nyugat felé kivezető terület. Március 23-án a Szíriai Hadsereg további négy falut elfoglalt, így lezárta az ISIL előtt nyitva álló utolsó menekülési útvonalat is. Egyes jelentések szerint, miután az ISIL kivonult, a Szíriai Hadsereg elfoglalta Dajr Háfirt. Ennek ellenére még nem foglalták el a területet, bár arra számítottak. Először a szíriaiak és az oroszok aknamentesítették a területet. Március 24-re felszedték a városban elrejtett aknákat és robbanószereket, így a Szíriai Hadsereg elfoglalhatta és teljes egészében biztosíthatta Dajr Háfir területét. Aznap a Hadsereg a várostól délre egy falut is elfoglalt. Az iráni Fars News Agency és a híreket leellenőrző Verify-s úgyszintén azt írta, hogy az SAA még mindig csal, ostromolja a várost. Ráadásul az egyik kormánypárti riporter is arról számolt be, hogy az egyik operatív parancsnok tagadta, hogy elfoglalták volna a várost.
Március 25-én a jelentések szerint a törökök támogatta felkelők elfoglalták Tadefet, miután a Szíriai Hadsereg katonái elhagyták a területet. A Hadsereg és a Murád Szultán Osztag később cáfolta a híreket. Aznap a Hadsereg újabb két falut foglalt el Aleppó környékén, attól keletre. A korábbi, ellenkező értelmű hírek ellenére a Szíriai Hadsereg továbbra sem tudta bevenni Dajr Háfirt, mivel az ISIL szinte minden épületben és utcán robbanóanyagokat hagyott hátra, melyeket még nem teljesen sikerült hatástalanítani. Március 26-án a Szíriai Hadsereg tovább nyomult kelet felé, és négy további falut foglalt el. A stratégiai al-Mahdun felé vezető úton másnap a hadsereg egy újabb falut szerzett meg az Aleppó-Rakka autópálya mentén. Március 28-án a Szíriai Hadsereg újabb négy falut és egy dombot szerzett meg.
Március 29-én a Szíriai Hadsereg hivatalosan is elfoglalta és teljes egészében biztosította Dajr Háfir városát. Erre először került sor, miután hatástalanították az ISIl által hátrahagyott aknákat és robbanószereket. Egy katonai forrás is megerősítette a város bevételét.

### Előretörés a Jirah Repülőtér környékén
A Szíriai Hadsereg harcokba keveredett az ISIL-lel a Jirah Repülőtér környékén március 30-án. Az ISIL megpróbálta megakadályozni, hogy a katonák Rakka kormányzóságba lépjenek. Az összecsapások másnap is folytatódtak, miközben egyik fél sem jutott semmivel sem előrébb. Április 1-én az ISIL visszaverte a Hadsereg egyik támadását Madhum falunál, az M4 autópálya mellett. Egy idősebb öngyilkos merénylőt küldött a sereghez, aki felrobbantotta magát, és ezzel megölt 11 embert. Április 3. és 5. között a Szíriai Hadsereg három falut foglalt el a repülőtér mellett.

## Következmények – Elszórt lövöldözések és megújult hadjárat dél felé
Április 10. és 17. között elszórt lövöldözések és légi támadások jellemezték a Jirah repülőtér környékét mivel egy Hamá kormányzóságbeli felkelői offenzíva miatt ideiglenesen a Szíriai Hadsereg felhagyott itt a támadásokkal. Az ISIL's Inghimasi egysége április 17-én a Hadsereg egy további állása ellen indított támadást a Jabbul-tó mellett, ahol több szíriai katonát is megöltek. Az ISIL Amaq Hírügynöksége azt közölte, hogy 17 katonát megöltek.
Május 8-án a Szíriai Hadsereg újraindította a támadásait a térségben, és megközelítették a Jirah Repülőteret. Május 12-én az SAA elfoglalta a légikikötőt az ISIl-től, így az Iszlám Állam katonái délre, a Maskana-alföld felé vonultak vissza. Május 13-án az ISIL ellentámadást indított a Jirah Légibázisnál, és megpróbálta visszafoglalni azt a szíriai kormánytól. A Hadsereg azonban visszaverte a támadást, és tovább haladt, annál délebben fekvő területeket is bekebelezett.

## Stratégiai elemzés
Miután a Hadsereg Kelet-Aleppóban elvágta az utolsó olyan összeköttetést is, melyen keresztül a törökök támogatta felkelők kapcsolódhattak az ISIL-lel. Többen úgy gondolták, hogy ha a felkelők tovább haladtak volna Szíria belseje felé, akkor a Hadsereget vagy a Szíriai Demokratikus Erőket támadták-e volna legközelebb. Ha ez így lett volna, Törökország az Amerikai egyesült Államokkal vagy Oroszországgal kellett volna szembenéznie. Február végén megnyitottak egy kereskedelmi útvonalat a szíriai kormány és az SDF ellenőrizte területek között, amin a két terület között javak és szolgáltatások is gazdát cserélek, és a rokonok ezen keresztül meg tudták egymást látogatni. Abdul Karim Saroukhan a kurd vezetésű közigazgatás feje azt mondta, pozitív hatása lesz annak, ha nyílik egy folyosó a szír kormány kezén lévő nyugati területek felé, és így kereskedelmi lehetőségek nyílnak az eddig lényegében „ostrom alatt” állt kurd régiók számára is. Mindez annak ellenére jó, hogy a kelet-aleppói rész miatt feszültség bontakozott ki a szíriai kormány és a Kurd Népvédelmi Egységek között. Hozzátette, hogy a szíriai kormánnyal a kereskedelmen kívül semmilyen más kontaktusban nem állnak. Dajr Háfir elfoglalása tágra nyitotta az ajtót a szírek előtt Rakka kormányzóságban, és már csak a Jirah Repülőtér és Maskanah állt az útjukba. Március 28-ra előre látható volt Jirah eleste, és ezzel biztosra vehető volt, hogy Dajr Háfir alföldje a Szír Hadseregé lesz, és így nő az élelmiszer-ellátás biztonsága, és elérték Aleppóban az ISIL utolsó védvonalát, a Maskanah-alföld mélyedéseit.

## Galéria

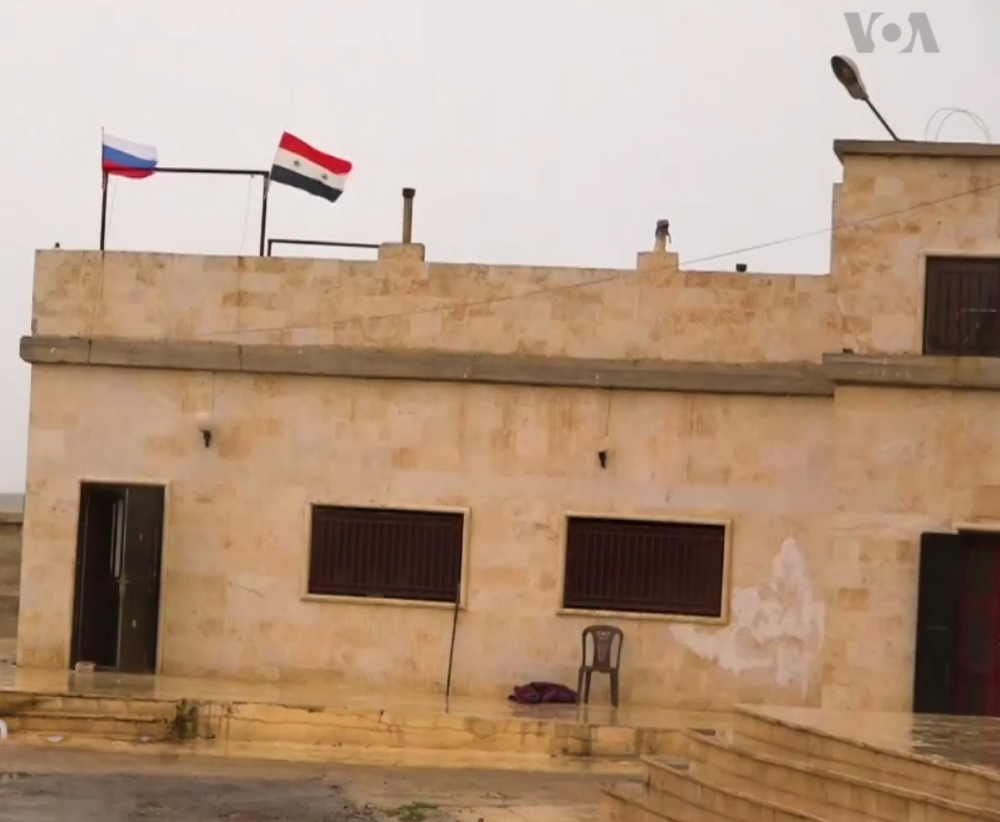
Az orosz és a szíriai hadsereg közös bázisa az SDF és a török-barát erők határvonalánál.
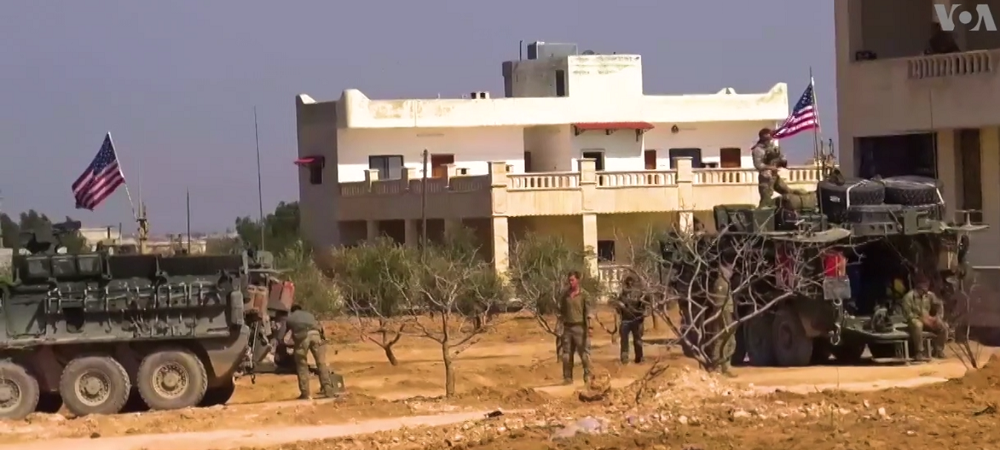
Az USA speciális műveleti erői Manbij mellett.